# Когнитивная нейробиология
Когнитивная нейробиология — наука, изучающая связь активности головного мозга и других сторон нервной системы с познавательными процессами и поведением. Особое внимание когнитивная нейробиология уделяет изучению нейронной основы мыслительных процессов. Когнитивная нейробиология является разделом как психологии, так и нейробиологии, пересекаясь с когнитивной психологией и нейропсихологией.
В когнитивной нейробиологии используются экспериментальные методы психофизики, когнитивной психологии, функциональной нейровизуализации, электрофизиологии, психогенетики. Важным направлением когнитивной нейробиологии является изучение людей, имеющих нарушения психической деятельности вследствие повреждений головного мозга.
Связь строения нейронов с когнитивными способностями подтверждается такими фактами, как увеличение количества и размеров синапсов в мозге крыс в результате их обучения, уменьшение эффективности передачи нервного импульса по синапсам, наблюдаемое у людей, страдающих болезнью Альцгеймера.
Одним из первых мыслителей, утверждавших, что мышление осуществляется в головном мозге, был Гиппократ. В девятнадцатом веке такие учёные, как Иоганн Петер Мюллер предпринимают попытки изучить функциональную структуру головного мозга в аспекте локализации мыслительных и поведенческих функций в отделах головного мозга.

## Приемы и методы

### Томография
Структура мозга изучается при помощи компьютерной томографии, магнитно-резонансной томографии, ангиографии. Компьютерная томография и ангиография имеют меньшее разрешение при отображении мозга, чем магнитно-резонансная томография.
Исследование активности зон мозга на основе анализа метаболизма позволяет осуществить позитронно-эмиссионная томография и функциональная магнитно-резонансная томография.
- Позитронно-эмиссионная томография сканирует повышенное потребление глюкозы в активных участках мозга. Интенсивность потребления вводимой радиоактивной формы глюкозы рассматривается как параметр более высокой активности клеток данного участка мозга.
- Функциональная магнитно-резонансная томография сканирует интенсивность потребления кислорода. Кислород фиксируется в результате приведения частиц атома кислорода в сильном магнитном поле в нестабильное состояние. Преимуществом данного вида томографии является большая временна́я точность по сравнению с позитронно-эмиссионной томографией — возможность фиксировать изменения, длительность которых не превышает нескольких секунд.

### Электроэнцефалограмма
Электроэнцефалограмма позволяет изучать процессы, происходящие в головном мозге у живого носителя, таким образом анализировать активность мозга как реакцию на те или иные стимулы в режиме реального времени. Преимуществом этого метода является возможность исследовать активность мозга заданную точным временем. Недостатком этого метода исследования мозговой активности является невозможность добиться точности пространственного разрешения — невозможность определить то, какие именно нейроны или группы нейронов или даже отделы мозга реагируют на данный стимул. Чтобы добиться точности пространственного разрешения электроэнцефелограмму сочетают с позитронно-эмиссионной томографией.

## Отделы головного мозга и психическая деятельность

### Передний мозг
- Кора больших полушарий играет важнейшую роль в психической деятельности. Кора головного мозга выполняет функцию обработки информации, полученной через органы чувств, осуществление мышления, другие когнитивные функции. Кора головного мозга функционально состоит из трех зон: сенсорная, моторная и ассоциативная зоны. Функция ассоциативной зоны — связывать между собой активность сенсорных и моторных зон. Ассоциативная зона, предполагается, получает и перерабатывает информацию из сенсорной зоны и инициирует целенаправленное осмысленное поведение. Центр Брока и область Вернике расположены в ассоциативных зонах коры. Ассоциативная зона лобных долей коры головного мозга, предполагается, ответственна за логическое мышление, суждения и умозаключения осуществляемые человеком.

- Лобная доля коры больших полушарий — планирование, контроль и выполнение движений (двигательная (моторная) область коры больших полушарий — прецентральная извилина), речь, абстрактное мышление, суждение.

Искусственное стимулирование моторной области коры больших полушарий обуславливает движение соответствующей части тела. Контроль движения части тела осуществляется контралатерально соответствующей зоны моторной области коры больших полушарий, ответственной за движение этой части тела. Верхние части тела контролируются нижележащими частями моторной области коры больших полушарий.
- Теменная доля коры головного мозга — соматосенсорные функции. В постцентральной извилине заканчиваются афферентные пути поверхностной и глубокой чувствительности. Развитие моторных и чувствительных функций коры головного мозга определило большую площадь тех зон, которые соответствуют частям тела, наиболее значимым в поведении и получении информации из внешнего мира. Электростимулирование постцентральной извилины обуславливает чувство прикосновения в соответствующей части тела.

- Затылочная доля коры головного мозга — зрительная функция. Волокна, по которым поступает зрительная информация в кору головного мозга, направлены как контралатерально так и ипсилатерально.(Зрительный перекрест Optic Chiasm)

- Височная доля коры головного мозга — слуховая функция.

- Таламус направляет сигналы от органов чувств, за исключением обоняния,  к определенным участкам коры головного мозга. Четыре основных ядра таламуса, соответствующие четырём видам получаемых органами чувств информации (зрительная, слуховая, тактильная, чувство равновесия и баланса), направляют информацию к определенным для её переработки участкам коры головного мозга.
- Гипоталамус, взаимодействуя с лимбической системой, регулирует базовые навыки поведения индивида, связанные с выживаемостью вида: борьба, питание, спасение бегством, поиск брачного партнера.
- Лимбическая система связана с памятью, обонянием, эмоциями и мотивацией. Неразвитость лимбической системы, например у животных, говорит о преобладающем инстинктивном регулировании поведения. Миндалевидное тело лимбической системы связано с реакциями агрессии и страха. Удаление или повреждение миндалевидного тела, как показывают опыты, приводит к неадаптивному отсутствию страха[1]. Повреждение миндалевидного тела приводит к повышенному сексуальному влечению[2]. Перегородка головного мозга связана с эмоциями страха и гнева.
- Гиппокамп играет важнейшую роль в процессах запоминания новой информации. Нарушение гиппокампа обуславливает невозможность запоминания новой информации, хотя информация, которая была усвоена прежде, остается в памяти, и человек может оперировать ей. Синдром Корсакова, связанный с нарушением функционирования памяти, предполагается, обусловлен дисфункцией гиппокампа. Ещё одной функцией гиппокампа является определение пространственного расположения вещей, определение их расположения друг относительно друга. Согласно одной из гипотез, гиппокамп формирует сенсорную карту для ориентации в окружающей среде[3].
- Базальные ядра выполняют моторные функции.

### Средний мозг
Средний мозг осуществляет важные функции контроля движения глаз, координации.
- Ретикулярная активирующая система (ретикулярная формация), простирающаяся и на конечный мозг, — это система нейронов, играющая важную роль в процессах сознания. Ретикулярная формация ответственна за процессы пробуждения/засыпания, фильтрацию второстепенных стимулов, поступающих в головной мозг. Вместе с таламусом ретикулярная формация обеспечивает осознание индивидом собственного существования, отделенного от внешних стимулов.
- Центральное серое вещество мозга (периакведуктальное серое вещество в мозге), расположенное в стволе головного мозга и окружающее Сильвиев водопровод среднего мозга, связано с адаптивным поведением индивида.

### Задний мозг
В продолговатом мозге нервы правой стороны организма соединяются с левым полушарием, а нервы левой стороны организма соединяются с правым полушарием. Некоторая часть информации передаваемая нервами является ипсилатеральной.

## Нейромедиаторы и психическая деятельность
Нейромедиаторы ответственны за взаимодействие нейронов в нервной системе.
- Ацетилхолин — предполагается, что этот нейромедиатор участвует в процессах памяти, поскольку его высокие концентрации обнаружены в гиппокампе[4].
- Дофамин — связан с регулированием движения, внимания и обучения.
- Адреналин — влияет на чувство настороженности.
- Серотонин — связан с регулированием пробуждения, засыпания, настроения.
- ГАМК — влияет на механизмы обучения и запоминания[5].

## Познавательные способности

### Внимание
Теория интеграции признаков, объясняющая ранние процессы зрительного восприятия, связанного с вниманием, нашла нейробиологическую базу в исследованиях Дэвида Хубела (David Hubel) и Торстена Визела (Torsten Wiesel). Ученые обнаружили нейронную основу механизма поиска признаков. Нейроны коры головного мозга различным образом реагировали на зрительные стимулы, связанные с определенной пространственной ориентацией (вертикальной, горизонтальной, наклоненной под углом). Дальнейшие исследования, проведенные рядом ученых, показали, что различные этапы зрительного восприятия связаны с различной активностью нейронов коры головного мозга. Одна активность соответствует ранним этапам обработки зрительного стимула и стимульного признака, другая активность соответствует поздним этапам восприятия, характеризующимся фокальным вниманием, синтезом и интеграцией признаков.

### Восприятие
Канадский ученый Дональд Хебб в работе The Organization of Behaviour (1949) предложил для объяснения механизмов восприятия реальности мозгом теорию нейронных ансамблей. Теория Хебба  объясняла, почему восприятие происходит отдельными значимыми фрагментами

## История изучения
Существует мнение, что история когнитивной нейробиологии — это «кладбище» теорий, авторы которых пытались определить функцию сознания. Все эти теории объединяет постулат, что эта функция заключается в связывании множества информационных
потоков, рассредоточенных в мозге, в единое целое, характеризующее наш сознательный опыт. Например, чтение, распознавание лиц, восприятие цвета и движения, распознавание объектов, восприятие пространства и тому подобное — все
это происходит одновременно в далеко отстоящих друг от друга участках мозга. Как эта информация объединяется в целостные зрительные образы? На этот вопрос ученые не дают однозначного ответа. 